# Segonzac (Dordogne)
Segonzac – miejscowość i gmina we Francji, w regionie Nowa Akwitania, w departamencie Dordogne.
Według danych na rok 1990 gminę zamieszkiwało 210 osób, a gęstość zaludnienia wynosiła 54 osób/km² (wśród 2290 gmin Akwitanii Segonzac plasuje się na 967. miejscu pod względem liczby ludności, natomiast pod względem powierzchni na miejscu 1492.).